# Karl Josef Leo

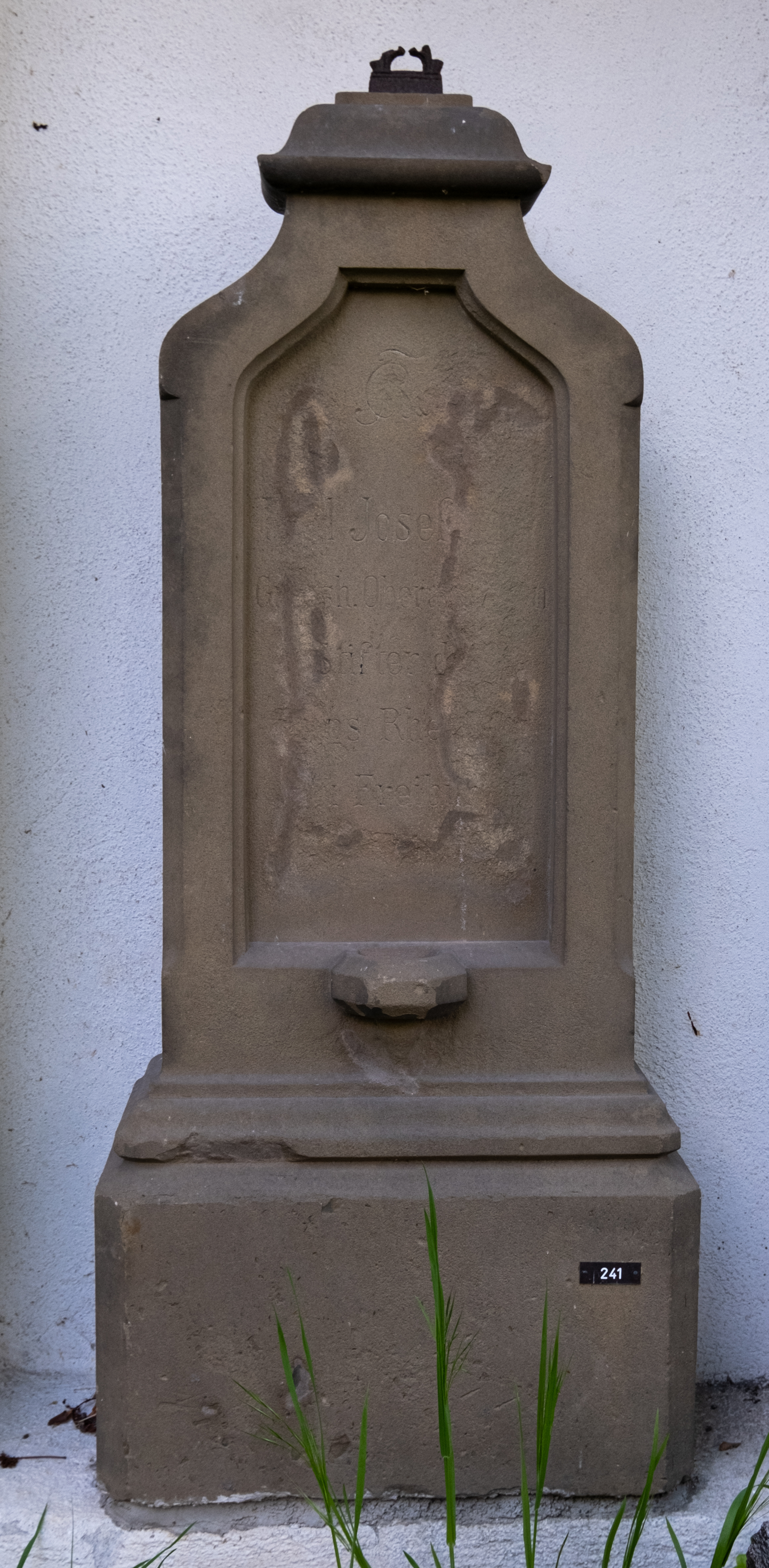
Grabstein auf dem Alten Friedhof in Freiburg

Karl Josef Leo (* um 1792; † 1851) war ein deutscher Verwaltungsbeamter.

## Leben
Karl Josef Leo, Sohn eines Amtmanns in Sankt Peter, studierte Rechtswissenschaften an der Albert-Ludwigs-Universität Freiburg. 1812 gehörte er zu den Stiftern des Corps Rhenania Freiburg. 1817 wurde er Rechtspraktikant und 1828 Amtsassessor in Heidelberg. 1830 wechselte er als Amtsassessor nach Neckargemünd. 1832 wurde er zum Amtmann beim Bezirksamt Staufen ernannt. 1837 wechselte er als Amtsvorstand zum Bezirksamt Engen, wo er 1841 zum Oberamtmann befördert wurde. Von Mitte Juni bis Mitte Juli 1844 war er gleichzeitig Vorstand des zu errichtenden Bezirksamts Donaueschingen, dessen Oberamtmann und Amtsvorstand er in der Folge war. Am 9. Juli 1849 wurde er auf Basis des Artikels 2 der Verordnung vom 6. Juni 1849 provisorisch suspendiert und schied 1850 aus dem Staatsdienst aus.